# Volkskammer
Die Volkskammer war vom 7. Oktober 1949 bis zum 2. Oktober 1990 das Parlament der Deutschen Demokratischen Republik (DDR). Nominell war sie das höchste Verfassungsorgan, tatsächlich bestimmte aber die Sozialistische Einheitspartei Deutschlands (SED) die Politik der DDR. Dies änderte sich erst durch die Friedliche Revolution von 1989/90.
Gewählt wurde die Volkskammer normalerweise alle vier Jahre, teilweise für fünf. Es gab nur eine einzige Wahlliste, die vor der Wahl von der Nationalen Front genehmigt wurde. Das war formell ein Bündnis von Parteien und Massenorganisationen. Auf der Wahlliste standen Kandidaten dieser Parteien und Massenorganisationen; diese Kandidaten wurden stets in die Volkskammer „gewählt“.
In der Volkskammer war die SED-Fraktion stets die größte, wenngleich sie nie die absolute Mehrheit hatte. Allerdings waren auch viele Mitglieder der Fraktionen von Massenorganisationen SED-Parteimitglied.
Zum eigentlichen Parlament wurde die Volkskammer erst 1990: Am 18. März wurde die Volkskammer zum ersten und einzigen Mal frei gewählt. Die Abgeordneten bildeten eine Mehrheitskoalition (Kabinett de Maizière). Ein verfassungsänderndes Gesetz machte die Volkskammerpräsidentin Sabine Bergmann-Pohl zum Staatsoberhaupt der DDR. Am Tag nach der letzten Sitzung vom 2. Oktober 1990 endete die DDR und damit auch die Volkskammer.

## Geschichte der Volkskammer bis April 1990
Die Provisorische Volkskammer wurde am 7. Oktober 1949 in Ost-Berlin aus dem Zweiten Deutschen Volksrat gebildet. Sie wählte 1949 Wilhelm Pieck (1876–1960) zum Präsidenten der DDR.
Die erste Volkskammerwahl erfolgte, verspätet und nach einem anderen Wahlsystem als ursprünglich geplant, am 15. Oktober 1950 (siehe Volkskammerwahl 1950).

### Wahltermine und amtliche Ergebnisse
| Wahltermin                         | Wahlbeteiligung | Ja-Stimmen | ungültig |
| ---------------------------------- | --------------- | ---------- | -------- |
| 01. Wahlperiode: 15. Oktober 1950  | 98,53           | 99,72      | 0,28     |
| 02. Wahlperiode: 17. Oktober 1954  | 98,51           | 99,46      | 0,54     |
| 03. Wahlperiode: 16. November 1958 | 98,90           | 99,87      | 0,13     |
| 04. Wahlperiode: 20. Oktober 1963  | 99,25           | 99,95      | 0,05     |
| 05. Wahlperiode: 02. Juli 1967     | 98,82           | 99,93      | 0,07     |
| 06. Wahlperiode: 14. November 1971 | 98,48           | 99,85      | 0,15     |
| 07. Wahlperiode: 17. Oktober 1976  | 98,58           | 99,86      | 0,14     |
| 08. Wahlperiode: 14. Juni 1981     | 99,21           | 99,86      | 0,14     |
| 09. Wahlperiode: 08. Juni 1986     | 99,74           | 99,94      | 0,06     |

Die Ergebnisse der Volkskammerwahlen (teils auch Volkswahlen genannt) von 1950 bis 1986 gelten als nicht demokratisch zustande gekommen. Als Scheinwahlen beruhten sie auf Einheitslisten der Nationalen Front. Da das Ergebnis vorher feststand, falteten viele DDR-Bürger den Stimmzettel und warfen ihn ungelesen in die Wahlurne. Dieser Vorgang wurde im Volksmund „falten gehen“ genannt. Die Wahlen zur Volkskammer bis zur Wende waren kaum geheim: Wahlkabinen waren zwar vorhanden, ihre Benutzung wurde aber als Zeichen für Opposition zum System gewertet. Nach offiziellen Angaben habe die Wahlbeteiligung 98 % betragen und 99,7 % für die Nationale Front gestimmt. Aus Akten des Ministeriums für Staatssicherheit konnten nach dem Ende der DDR umfangreiche Wahlfälschungen bis in die Zeit vor 1990 belegt werden.

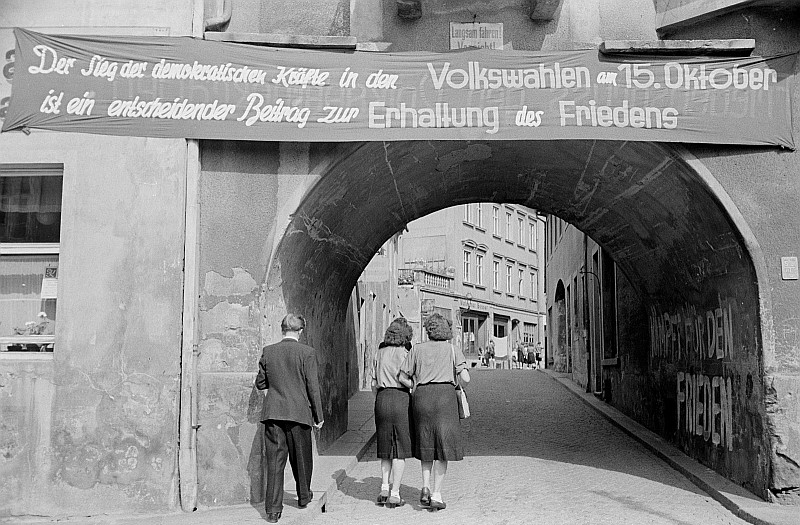
Werbebanner in Kamenz für die ersten DDR-weiten, sogenannten Volkswahlen, August 1950
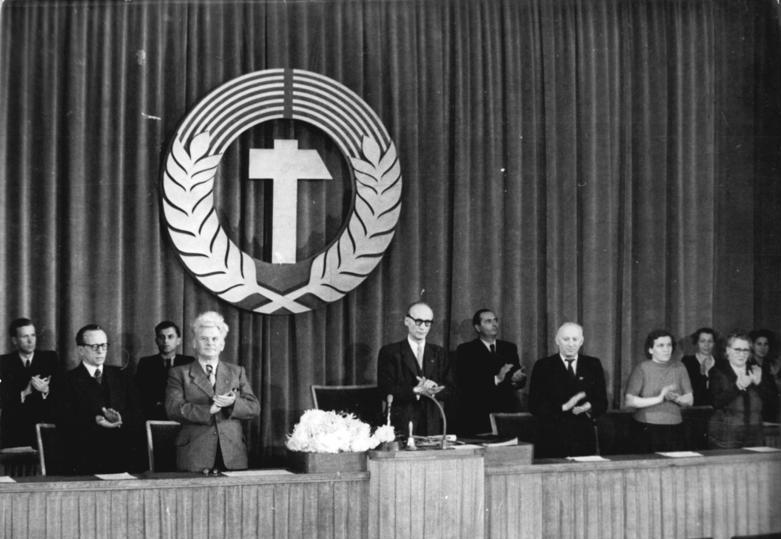
Präsidium der ersten Vollsitzung der Volkskammer 1950 mit Volkskammerpräsident Johannes Dieckmann
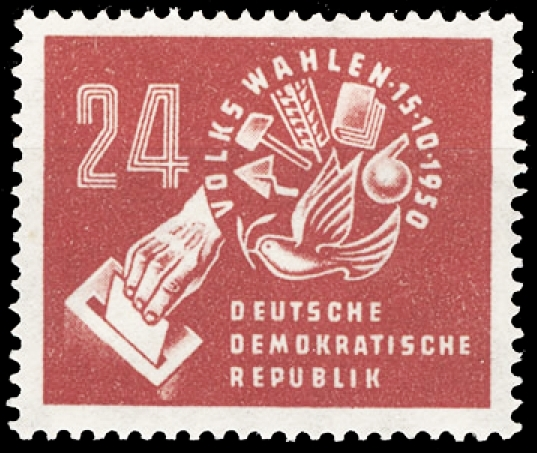
Briefmarke zur ersten Volkskammerwahl 1950

### Zusammensetzung
Die Volkskammer tagte von 1950 bis April 1990 üblicherweise zwei- bis viermal im Jahr, die Sitzungen waren nach § 6 der Geschäftsordnung grundsätzlich öffentlich.
Die Volkskammer hatte bis 1963 400 Sitze, danach 500. Gewählt wurden diese in zuletzt 73 Wahlkreisen, welche zwischen 4 (30 Merseburg in Bezirk Halle) und 13 (3 Berlin-Marzahn, Berlin-Lichtenberg, Berlin-Hellersdorf in Ost-Berlin) Abgeordnete entsandten. Bis zur 5. Wahlperiode (1967–1971) gehörten 66 Berliner Vertreter der Volkskammer mit beratender Stimme an, danach waren diese normale Abgeordnete. Seit Ende 1958 nahmen an den Sitzungen und an der Ausschussarbeit 100, später 200 Nachfolgekandidaten teil. Diese hatten kein Stimmrecht in den Abstimmungen, waren den regulären Abgeordneten aber sonst weitgehend gleichgestellt.
Folgende Fraktionen waren von 1950 bis April 1990 in der Volkskammer vertreten: SED-Fraktion, CDU-Fraktion, LDPD-Fraktion, NDPD-Fraktion, DBD-Fraktion, FDGB-Fraktion, FDJ-Fraktion, DFD-Fraktion, Kulturbund-Fraktion, VdgB/Konsumgenossenschaften-Fraktion (nur von 1950 bis 1963 und ab 1986) sowie VVN-Fraktion (1950–1954).
| Name der Fraktion                          | Kürzel der Fraktion | Anzahl der Abgeordneten | Grafische Darstellung der Anzahl der Abgeordneten                |
| ------------------------------------------ | ------------------- | ----------------------- | ---------------------------------------------------------------- |
| Sozialistische Einheitspartei Deutschlands | SED                 | 127                     | •••••••••••••••••••••••••••••••••••••••••••••••••••••••••••••••• |
| Christlich-Demokratische Union             | CDU                 | 52                      | ••••••••••••••••••••••••••                                       |
| Liberal-Demokratische Partei Deutschlands  | LDPD                | 52                      | ••••••••••••••••••••••••••                                       |
| Demokratische Bauernpartei Deutschlands    | DBD                 | 52                      | ••••••••••••••••••••••••••                                       |
| National-Demokratische Partei Deutschlands | NDPD                | 52                      | ••••••••••••••••••••••••••                                       |
| Freier Deutscher Gewerkschaftsbund         | FDGB                | 68                      | ••••••••••••••••••••••••••••••••••                               |
| Freie Deutsche Jugend                      | FDJ                 | 40                      | ••••••••••••••••••••                                             |
| Demokratischer Frauenbund Deutschlands     | DFD                 | 35                      | ••••••••••••••••••                                               |
| Kulturbund                                 | KB                  | 22                      | •••••••••••                                                      |

### Funktion und Arbeitsweise
Die Abgeordneten der Volkskammer waren in ihrem Abstimmungsverhalten an die politischen Vorgaben der SED gebunden. Nach dem Verständnis der sowjetischen Besatzungsmacht und der SED war die Volkskammer kein Parlament im bürgerlichen Sinne einer repräsentativen Demokratie, sondern sollte eine Volksvertretung neuen Typs darstellen. Sie sollte den postulierten Ansprüchen nach die im bürgerlichen Parlamentarismus nicht gegebene Einheit zwischen politischer Führung und Bevölkerung herstellen und Parteienegoismus, Parteinahme für das Kapital, persönliche Bereicherungssucht und Selbstblockade durch Gewaltenteilung ausschließen.

Schaubild der Verfassung der DDR von 1968/74 mit Rolle der Einheitslisten der Nationalen Front zur Wahl der Volkskammer

Die einzige Abstimmung der Volkskammer, in der Konflikte öffentlich bekannt wurden, war im März 1972 die Abstimmung über das Gesetz über die Unterbrechung der Schwangerschaft zur Einführung der Fristenlösung bei Schwangerschaftsabbrüchen, bei der 14 Abgeordnete der CDU nach Absprache mit ihrer Parteiführung und der SED gegen das Gesetz stimmten. Diese Gegenstimmen und einige Enthaltungen blieben jedoch ohne Wirkung auf den Gesetzgebungsprozess zur Fristenlösung, erhöhten auf der anderen Seite aber die Legitimation der Volkskammer, da in diesem Fall in der Öffentlichkeit der Eindruck eines echten, streitenden Gremiums entstand.
Faktisch war die Volkskammer weitgehend ohne Einfluss auf das politische Geschehen, denn der seit 1968 in der Verfassung der Deutschen Demokratischen Republik auch offiziell verankerte Führungsanspruch der SED verhinderte von Beginn an eine echte politische Einflussnahme des Parlaments.
Bis 1958 bestand neben der Volkskammer eine Länderkammer, die von ihrem Recht, Gesetzentwürfe in die Volkskammer einzubringen und aufschiebenden Widerspruch gegen Gesetzesbeschlüsse zu erheben, nie Gebrauch machte.
Nach dem Tod Wilhelm Piecks 1960 wurde die Funktion des Präsidenten der DDR durch den Staatsrat der DDR beziehungsweise dessen Vorsitzenden ersetzt, der von der Volkskammer gewählt wurde.

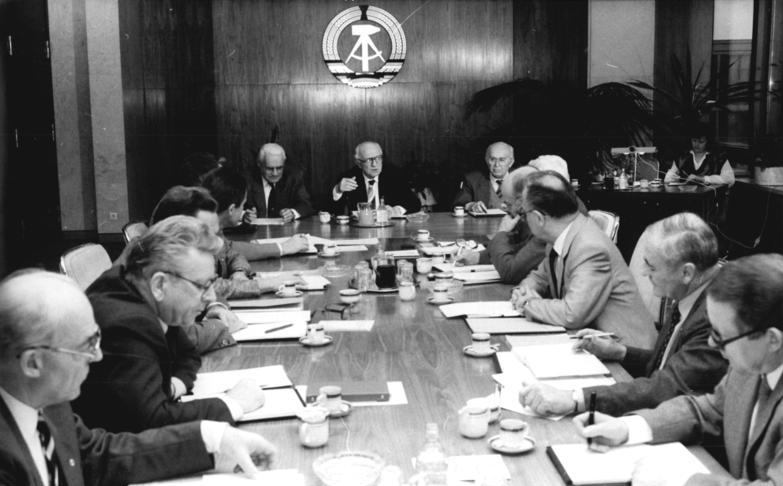
Präsidiumssitzung der Volkskammer, 1988
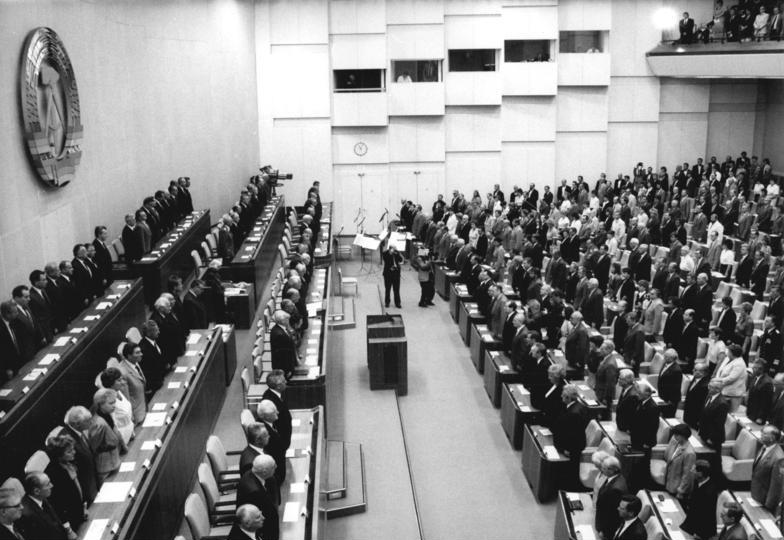
Außerordentliche Tagung im Plenarsaal des Palastes der Republik, September 1989
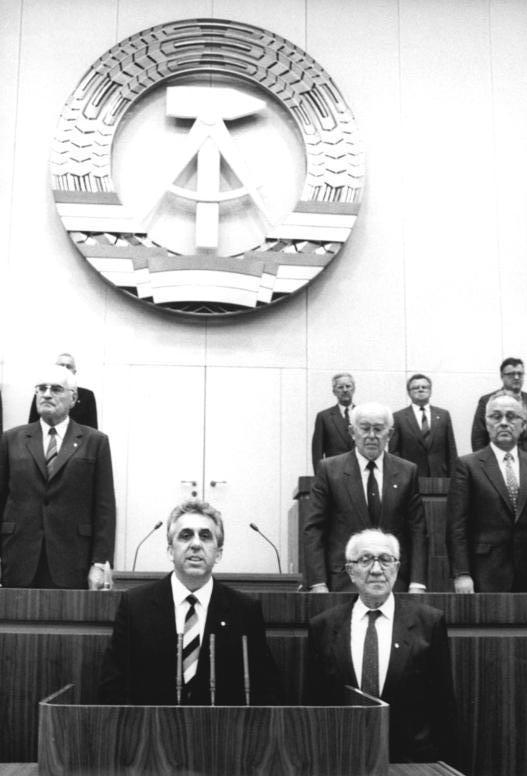
Egon Krenz und Volkskammerpräsident Horst Sindermann im Plenarsaal des Palastes der Republik, Oktober 1989
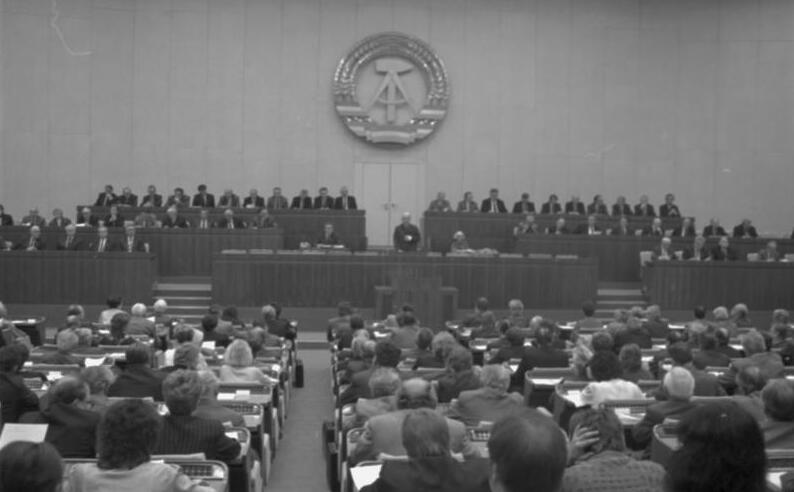
Tagung der Volkskammer unter Leitung von Hans Jendretzky im Plenarsaal des Palastes der Republik, November 1989

### Weibliche und prominente Abgeordnete
Der Anteil von Frauen an den Abgeordneten betrug 1950 23,0 Prozent (mit Berliner Vertretern), 1986 32,2 Prozent. Die Mehrheit der SED in der Volkskammer seit 1950 wurde durch die Fraktionen der Massenorganisationen (FDGB, DFD, FDJ, KB) gesichert, deren Fraktionsmitglieder in der Regel zugleich Mitglieder der SED waren.
Prominente Abgeordnete zwischen 1950 und April 1990 waren neben allen wichtigen SED-Parteifunktionären und Vorsitzenden der anderen Parteien unter anderem prominente Leistungssportler wie Heike Drechsler oder Täve Schur und Arbeiteraktivisten sowie Veteranen der sozialistischen Bewegung bzw. des DDR-Aufbaus wie Rosa Thälmann, Robert Havemann, Kurt Krjeńc, Adolf Hennecke, Frida Hockauf, Käthe Kern und Wilhelmine Schirmer-Pröscher.

### Volkskammer-Ausschüsse
Die Volkskammer verfügte bis April 1990 über die folgenden Ausschüsse:
- Ausschuss für Allgemeine Angelegenheiten (1950–1963)
- Ausschuss für Örtliche Volksvertretungen (1956–1963)
- Ausschuss für Wirtschafts- und Finanzfragen (1950–1963)
- Ausschuss für Auswärtige Angelegenheiten (1950–1990)
- Ausschuss für Arbeit und Gesundheitswesen (1950–1958)
- Ausschuss für Gesundheitswesen (1958–1990)
- Ausschuss für Arbeit und Sozialpolitik (1958–1990)
- Ausschuss für Handel und Versorgung (1963–1990)
- Petitionsausschuss bzw. Ausschuss für die Eingaben der Bürger (1950–1990)
- Geschäftsordnungsausschuss (1950–1990)
- Gnadenausschuss (1950–1963), Aufgabe danach vom Staatsrat der DDR übernommen
- Haushalts- und Finanzausschuss (1950–1990)
- Mandatsprüfungsausschuss (1963–1990)
- Jugendausschuss (1950–1990)
- Justizausschuss (1950–1963)
- Ausschuss für Nationale Verteidigung (1963–1990)
- Ausschuss für Industrie, Bauwesen und Verkehr (bis 1990)
- Ausschuss für Land- und Forstwirtschaft (1950–1990)
- Ausschuss für Volksbildung und Kultur (1954–1958)
- Ausschuss für Kultur (1958–1990)
- Ausschuss für Volksbildung (1958–1990)
- Rechtsausschuss (1950–1963)
- Wahlprüfungsausschuss (1950–1963)
- Verfassungsausschuss bzw. Verfassungs- und Rechtsausschuss (1950–1990)

## Geschichte der frei gewählten Volkskammer 1990

### Volkskammerwahl 1990

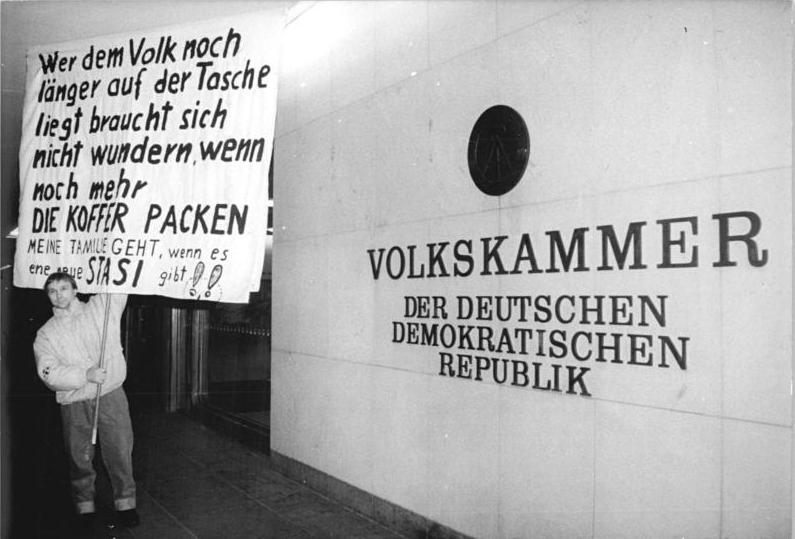
Demonstrant vor der Volkskammer, Januar 1990

Nach der 1989 durch Bürgerproteste ausgelösten politischen Wende und friedlichen Revolution in der DDR wurden am 18. März 1990 die einzigen freien Wahlen zur Volkskammer abgehalten. Als frei gelten auch die danach noch abgehaltenen Kommunalwahlen 1990.
| Wahltermin                     | Wahlbeteiligung | Ja-Stimmen   | ungültig |
| ------------------------------ | --------------- | ------------ | -------- |
| 10. Wahlperiode: 18. März 1990 | 93,40           | Wahlergebnis | 0,55     |

### Zusammensetzung

#### CDU/DA-Fraktion
Die Fraktion nannte sich offiziell „CDU/DA“ bis zum 5. August 1990, also dem Tag der Fusion der beiden Organisationen. Danach nannte sie sich „CDU-Fraktion“.
Die Vorsitzenden waren:
- 27. März–10. April: Lothar de Maizière
- 10. April–2. Oktober: Günther Krause

#### SPD-Fraktion
Die Vorsitzenden der Fraktion der SPD waren:
- 21. März–26. März: Ibrahim Böhme
- 26. März–21. August: Richard Schröder
- ab 21. August: Wolfgang Thierse

#### PDS-Fraktion
Der Vorsitzende der PDS-Fraktion war während der ganzen Legislaturperiode Gregor Gysi.

#### DSU-Fraktion
Die Fraktion der DSU hatte von März bis Oktober nur einen Vorsitzenden, Hansjoachim Walther.

#### Fraktion „Die Liberalen“
Die Fraktion „Die Liberalen“ war eine Fraktionsgemeinschaft von FDP, DFP, LDP und NDPD. Bei der Volkskammerwahl nahmen die ersten drei Parteien als Mitglieder der Listenverbindung Bund Freier Demokraten teil, die NDPD stellte eine eigene Liste. Nach der Bildung der Volkskammer schlossen sich die zwei Abgeordneten der NDPD der liberalen Fraktion an. Der Vorsitzende der Fraktion war bis Oktober Rainer Ortleb.

#### Fraktion Bündnis 90/Grüne
Bündnis 90 bildete eine Fraktionsgemeinschaft mit den Grünen, die keinen Fraktionsvorsitzenden, sondern mehrere Fraktionssprecher hatte. Die Sprecher der Fraktion waren:
- Jens Reich (zeitweise vertreten durch Werner Schulz, beide Bündnis 90) während der ganzen Periode;
- Vera Wollenberger von den Grünen auch durchgehend;
- Wolfgang Ullmann wurde im April zum Vizepräsidenten der Volkskammer gewählt, an seine Stelle trat Marianne Birthler (beide Bündnis 90).

#### DBD/DFD-Fraktion
Die Demokratische Bauernpartei Deutschlands und die einzige Abgeordnete des Demokratischen Frauenbunds Deutschlands bildeten in der Volkskammer eine Fraktionsgemeinschaft, deren Vorsitzender Günther Maleuda war. Am 29. August 1990 beschloss die Fraktion ihre Auflösung. Maleuda blieb fraktionslos, drei DBD-Abgeordnete schlossen sich der SPD, vier der CDU an, ein DBD-Abgeordneter und die Abgeordnete des DFD wechselten zur Fraktion der Liberalen.

#### Fraktionslos
Der über das Aktionsbündnis Vereinigte Linke gewählte Abgeordnete Thomas Klein blieb fraktionslos.

### Funktion und Arbeitsweise
Die Macht des Parlaments entsprach nach der Volkskammerwahl 1990 erstmals jener der Parlamente bürgerlicher Demokratien.
Bei der konstituierenden Sitzung am 5. April wurde durch die Einfügung des Artikels 75a in die Verfassung der DDR das Präsidium der Volkskammer mit den Befugnissen des nicht mehr besetzten Staatsrates betraut. Die am selben Tag gewählte Präsidentin der Volkskammer, Sabine Bergmann-Pohl (CDU), erhielt die Befugnisse des Staatsratsvorsitzenden und war damit formell letztes Staatsoberhaupt der DDR.
Am 12. April 1990 wurde Lothar de Maizière (CDU) mit 265 Stimmen bei 108 Gegenstimmen und 9 Enthaltungen zum Ministerpräsidenten der DDR gewählt. Die Abgeordneten bestätigten danach en bloc auch das Kabinett de Maizières, die erste und letzte frei gewählte Regierung der DDR.
Die Volkskammer schuf mit dem Ländereinführungsgesetz die neuen Bundesländer. Sie wurden mit ihrer Gründung Teil der Bundesrepublik, die DDR war somit abgeschafft. Gleichzeitig wurde mit einer „Mindest-Gesetzesausstattung“ der Volkskammer unverzüglich Landesrecht für die neuen Länder geschaffen. Zwar war der Einigungsvertrag, der u. a. regelte, welche Bundesgesetze im Beitrittsgebiet nicht oder nur modifiziert gelten sollten, durch die Regierungen ausgehandelt worden, doch hatten die Regierungsfraktionen im Vorfeld eine Fülle von Bedingungen formuliert (etwa: Bestand der Bodenreform), die in den Vertrag einflossen.
In ihrer historischen Sitzung vom 23. August 1990 beschloss die Volkskammer den Beitritt der DDR zur Bundesrepublik Deutschland mit Wirkung zum 3. Oktober 1990 und damit das Ende der DDR als Völkerrechtssubjekt.

### Volkskammer-Ausschüsse 1990
Die Volkskammer verfügte zuletzt über die folgenden Ausschüsse:
- Ausschuss für Auswärtige Angelegenheiten (seit 1950)
- Ausschuss für Gesundheitswesen (seit 1958)
- Ausschuss für Arbeit und Sozialpolitik (seit 1958)
- Ausschuss für Handel und Versorgung (seit 1963)
- Petitionsausschuss bzw. Ausschuss für die Eingaben der Bürger (seit 1950)
- Geschäftsordnungsausschuss (seit 1950)
- Haushalts- und Finanzausschuss (seit 1950)
- Mandatsprüfungsausschuss (seit 1963)
- Jugendausschuss (seit 1950–1990)
- Ausschuss für Nationale Verteidigung (seit 1963)
- Ausschuss für Industrie, Bauwesen und Verkehr
- Ausschuss für Land- und Forstwirtschaft (seit 1950)
- Ausschuss für Kultur (seit 1958)
- Ausschuss für Volksbildung (seit 1958)
- Verfassungsausschuss bzw. Verfassungs- und Rechtsausschuss (seit 1950)

## Präsidenten der Volkskammer
| Nr. | Name                 | Beginn der Amtszeit | Ende der Amtszeit | Partei |
| --- | -------------------- | ------------------- | ----------------- | ------ |
| 1   | Johannes Dieckmann   | 07. Oktober 1949    | 22. Februar 1969  | LDPD   |
| 2   | Gerald Götting       | 12. Mai 1969        | 29. Oktober 1976  | CDU    |
| 3   | Horst Sindermann     | 29. Oktober 1976    | 13. November 1989 | SED    |
| 4   | Günther Maleuda      | 13. November 1989   | 05. April 1990    | DBD    |
| 5   | Sabine Bergmann-Pohl | 05. April 1990      | 02. Oktober 1990  | CDU    |

## Sitze der Volkskammer
Die Volkskammer tagte in sechs verschiedenen Gebäuden zwischen 1949 und 1990
Haus der Deutschen Wirtschaftskommission 1949
Am 7. Oktober 1949 konstituierte sich die Provisorische Volkskammer im Haus der Deutschen Wirtschaftskommission (dem ehemaligen Reichsluftfahrtministerium) in der Leipziger Straße/Ecke Wilhelmstraße und gründete dort die Deutsche Demokratische Republik. Am 11. Oktober wählte sie auf einer weiteren Sitzung Wilhelm Pieck zum ersten Präsidenten der DDR.
Langenbeck-Virchow-Haus 1950–1970
Ab 1950 wurde das Langenbeck-Virchow-Haus (vorher der Medizinischen Gesellschaft) in der Luisenstraße nahe der Charité zum Tagungsort der Provisorischen Volkskammer und danach der Volkskammer. Dort wurden alle wichtigen Beschlüsse in dieser Zeit gefasst.
Nachdem die Zahl der Abgeordneten 1963 von 400 auf 500 erhöht worden waren, reichten die Sitzplätze im Plenarsaal nicht mehr für alle Abgeordneten und die teilnehmenden Nachfolgekandidaten aus. Außerdem klagten die Abgeordneten und Mitarbeiter über zu schlechte Lüftungsmöglichkeiten.
Kongreßhalle 1970–1976
Ab 1970 diente die neu erbaute Kongreßhalle am Alexanderplatz als Tagungsort.
Palast der Republik 1976–1990

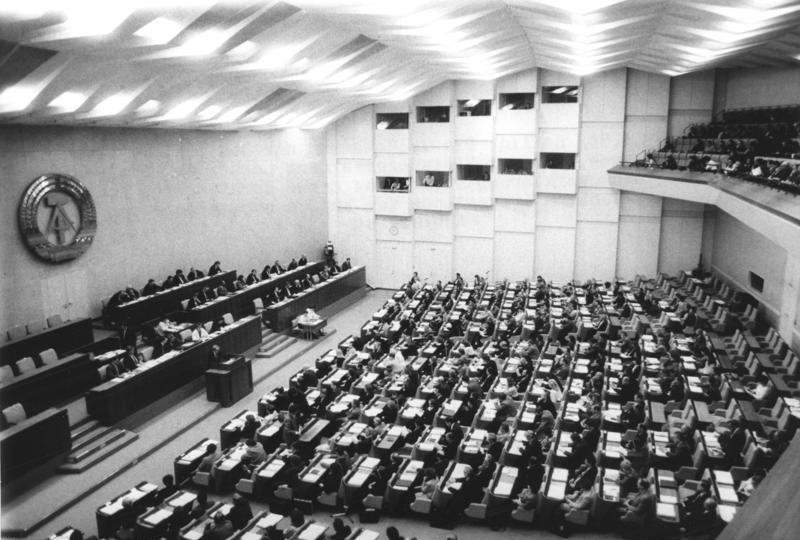
Regierungserklärung von Ministerpräsident de Maizière, 1990

Ab 1976 fanden die Plenarsitzungen im kleinen Saal des neu gebauten Palastes der Republik statt.
Dort konstituierte sich auch die erste frei gewählte Volkskammer im April 1990.
Am 19. September 1990 wurde der Palast der Republik wegen Asbestverseuchung geschlossen.
Haus der Parlamentarier 1990
Seit April 1990 wurden im Haus der Parlamentarier am Werderschen Markt (dem vormaligen Gebäude des ZK der SED) Räume für Tagungen und Beratungen der Fraktionen und Ausschüsse genutzt, für die im Palast der Republik kein Platz war.
Seit dem 20. September 1990 tagte dort auch das Plenum der Volkskammer nach der Schließung des Palastes der Republik.
Staatsratsgebäude 1990
Die letzte Sitzung der Volkskammer am 2. Oktober 1990 fand im ehemaligen Staatsratsgebäude in der Nähe des Palastes der Republik statt.

## Kontakte zum Deutschen Bundestag

### 1949–1954

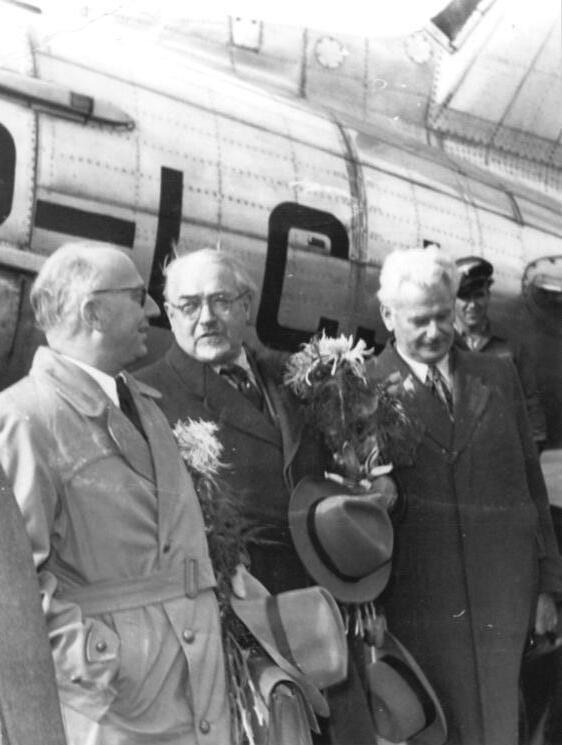
Ernst Goldenbaum (DBD), Otto Nuschke (CDU) und Hermann Matern (SED) in Düsseldorf, 1952

Die Volkskammer wurde vom Deutschen Bundestag und anderen Institutionen der Bundesrepublik Deutschland nach ihrer Konstituierung am 7. Oktober 1949 nicht anerkannt, da sie nicht demokratisch legitimiert war.
Deshalb wurden auch direkte Kontakte zwischen beiden Parlamenten über viele Jahre kategorisch abgelehnt.
Eine Ausnahme machte Bundestagspräsident Hermann Ehlers (CDU), der 1952 eine Volksdekammerdelegation empfing, die ein Schreiben an den Bundestag überbringen wollte. Dafür erhielt er viel Kritik von anderen westdeutschen Politikern, weswegen er die Begegnung auf ein Minimum reduzierte, er empfing die Delegation nur im Lesezimmer der Bibliothek des Bundeshauses und beendete das kurze Gespräch nach 18 Minuten. 1954 traf sich Ehlers mit Volkskammerpräsident Johannes Dieckmann (LDPD) und dessen Stellvertreter Otto Nuschke (CDU) während des Leipziger Kirchentages zu einem informellen Gespräch, das aber keine Nachwirkungen hatte. Nach dessen baldigem Tod 1954 gab es 30 Jahre lang keine weiteren solchen Kontakte von führenden Repräsentanten beider Parlamente mehr.

### 1984–1986

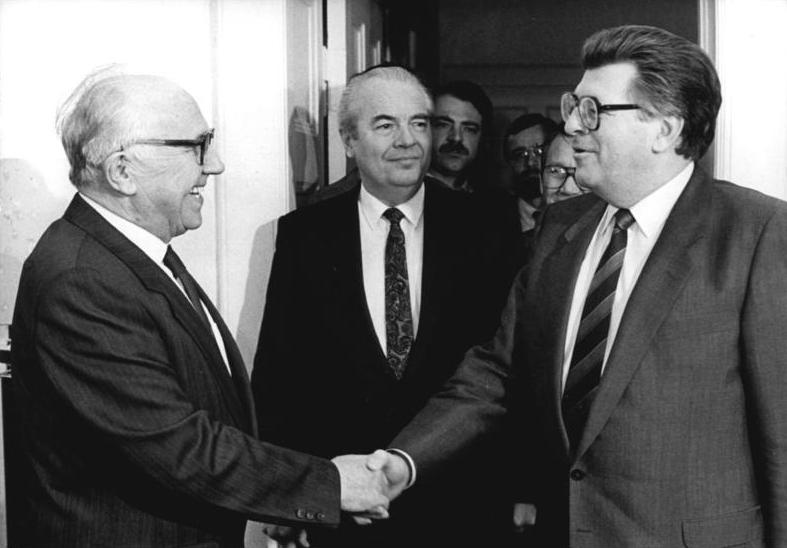
Volkskammerpräsident Horst Sindermann (links) und Bundestagspräsident Philipp Jenninger (rechts) in Bonn, 1986

Erst 1984 besuchte eine Bundestagsdelegation der SPD unter Leitung des stellvertretenden Fraktionsvorsitzenden Horst Ehmke die Volkskammer, wo dieser eine Rede halten konnte.
Ein Gegenbesuch einer Volkskammerdelegation in die Bundesrepublik scheiterte aber zwei Jahre lang am Widerstand von einigen Abgeordneten der CDU/CSU-Fraktion. 1986 reiste dann Volkskammerpräsident Horst Sindermann mit einigen Abgeordneten nach Bonn, allerdings nur auf Einladung der SPD-Fraktion und ohne einen offiziellen Empfang im Bundestag. Er wurde von Bundestagspräsident Philipp Jenninger (CDU) nur in dessen Privathaus empfangen.
Auch danach gab es keine offiziellen Kontakte zwischen Bundestag und Volkskammer bis 1990.

### 1990
Nach der ersten freien Wahl zur Volkskammer im März 1990 änderte sich die Situation.
Am 30. April trafen sich Vertreter der Präsidien beider Parlamente mit den Präsidentinnen Rita Süssmuth (CDU) und Sabine Bergmann-Pohl (CDU) in Ost- und West-Berlin zu ersten offiziellen Gesprächen über eine gemeinsame Zusammenarbeit auf dem Weg zur deutschen Einheit.
Nach dem Beitritt der DDR zur Bundesrepublik Deutschland am 3. Oktober 1990 wurden einige Volkskammerabgeordnete Mitglieder des Deutschen Bundestages.